# František Jakubec
František Jakubec (Český Brod, 1956. április 12. – 2016. május 27.) csehszlovák válogatott cseh labdarúgó, hátvéd.

## Pályafutása

### Klubcsapatban
A Sokol Vyšehořovice csapatában kezdte a labdarúgást, majd a Bohemians Praha korosztályos együttesében folytatta. 1976 és 1978 között a VTJ Karlovy Vary első csapatának a játékosa volt. 1978-ban visszatért a Bohemianshoz és 1986-ig a csapat egyik meghatározó játékosa volt. Tagja volt az 1982–83-as bajnokcsapatnak.  1987-ben a görög PAE Véria, 1987 és 1989 között a svájci AC Bellinzona együttesében szerepelt. 1989-90-ben visszatért a Bohemianshoz és 1990-ben itt vonult vissza az aktív labdarúgástól.

### A válogatottban
1981 és 1984 között 25 alkalommal szerepelt a csehszlovák válogatottban. Tagja volt az 1982-es spanyolországi világbajnokságon részt vevő csapatnak, de pályára nem lépett a tornán.

## Sikerei, díjai
Bohemians Praha
- Csehszlovák bajnokság
  - bajnok: 1982–83